# Callinera monensis
Callinera monensis är en djurart som tillhör fylumet slemmaskar, och som beskrevs av Rogers, Gibson och Thorpe 1992. Callinera monensis ingår i släktet Callinera och familjen Tubulanidae. Inga underarter finns listade i Catalogue of Life.